# San Juan del Palmar
San Juan del Palmar är en ort i Mexiko.   Den ligger i kommunen Doctor Arroyo och delstaten Nuevo León, i den centrala delen av landet, 500 km norr om huvudstaden Mexico City. San Juan del Palmar ligger 1 975 meter över havet och antalet invånare är 405.
Terrängen runt San Juan del Palmar är huvudsakligen kuperad, men den allra närmaste omgivningen är platt. Terrängen runt San Juan del Palmar sluttar västerut. Runt San Juan del Palmar är det mycket glesbefolkat, med 5 invånare per kvadratkilometer. Närmaste större samhälle är San Cayetano de Vacas, 13,8 km väster om San Juan del Palmar. Omgivningarna runt San Juan del Palmar är i huvudsak ett öppet busklandskap.